# СНАР-10 «Леопард»

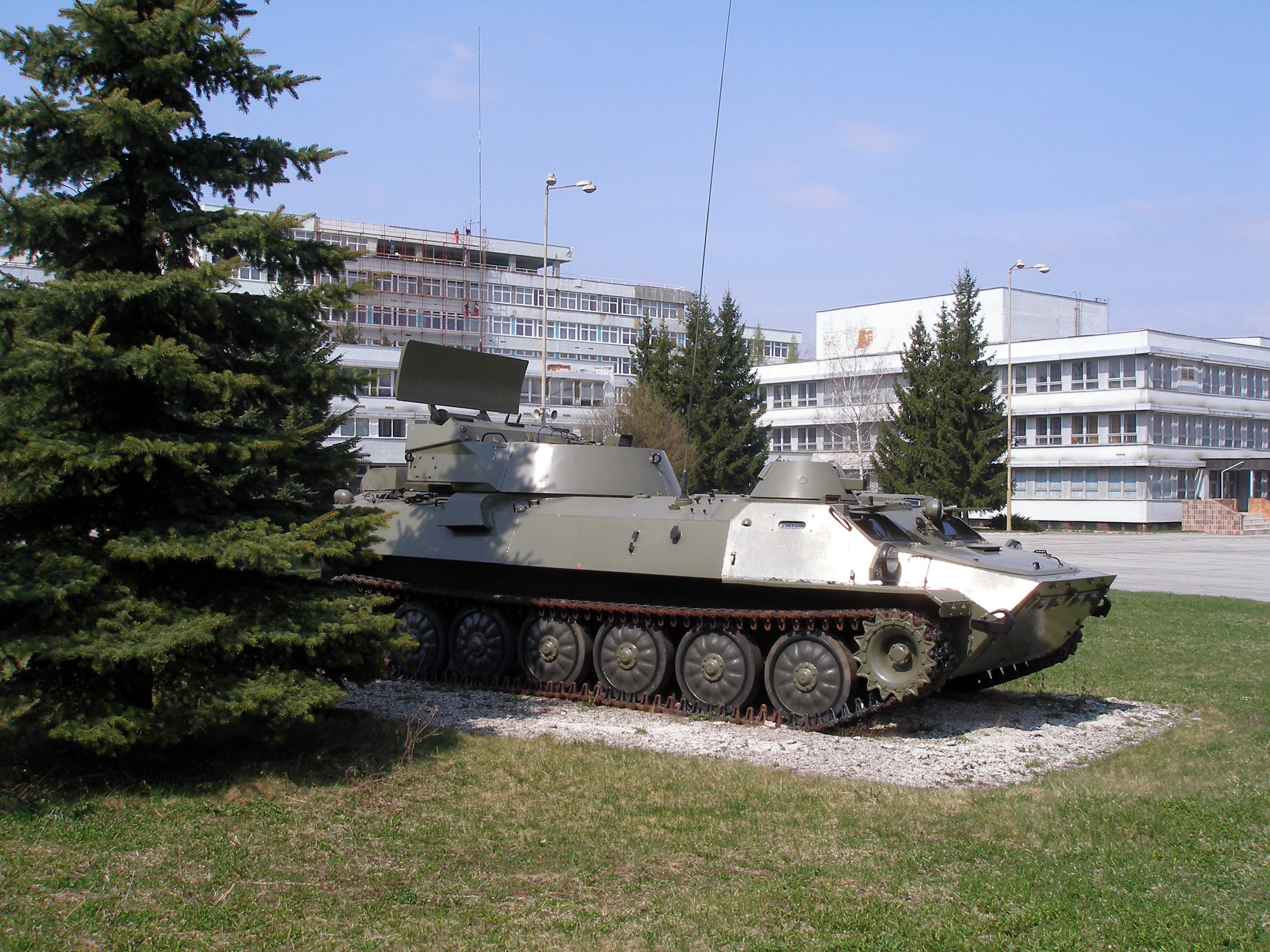
1RL232 Leopard

СНАР-10Р «Леопард» (індекс ГРАУ — 1РЛ232, за класифікацією НАТО — Big Fred) — радянська станція наземної артилерійської розвідки. Розроблено в науково-виробничому об'єднанні «Стріла».

## Історія створення
У 1966 році ГАУ (головне артилерійське управління) затвердило тактико-технічне завдання, метою якого було створення станції наземної артилерійської розвідки нового покоління.

## Опис конструкції
Машина розміщена на шасі легкоброньованого тягача МТ-ЛБ. СНАР-10 перша машина у своєму класі, яка має режим розпізнавання цілі по спектру доплерівського сигналу. Завдяки використовуваній апаратурі, СНАР-10 може забезпечити виявлення наступних цілей на відстанях:
- Рухомих наземних цілей до 17 км;
- Наземних розривів снарядів від 4 до 10 км;
- Надводних цілей до 30 км;
- Надводних розривів снарядів від 14 до 23 км.

## Модифікації
- 1РЛ232-1 — варіант виконання СНАР-10.
- 1РЛ232-1М «Пантера» — сучасна модифікація СНАР-10М.

Розробка модифікованого комплексу СНАР-10 почалася в кінці 1990-х років паралельно з розробкою 1Л244-1 «Кредо-1С». В основну задачу модернізації входила установка нового устаткування РЛС 1РЛ133-3 «Кредо-1» замість обладнання СНАР-10. Комплекс розроблявся з 1997 по 2002 роки. Головним конструктором був Н. А. Зайцев. У 2003 році машина пройшла державні випробування і була прийнята на озброєння. З 2004 року було розпочато серійне виробництво.

## Бойове застосування

### Російсько-українська війна
На початку квітня 2022 року Сили спротиву захопили російську мобільну наземну станцію радіолокаційної розвідки СНАР-10М1.